# Železničar košarkarski klub Ljubljana
Il Železničar košarkarski klub Ljubljana è stata una società di pallacanestro di Lubiana, in Slovenia.
Il club venne fondato nel 1943, partecipando ininterrottamente dal 1949 al 1960 al massimo campionato jugoslavo. Il maggior successo del club è stato la vittoria della Coppa di Jugoslavia 1959.
La società si sciolse nel 1976.

## Palmarès
- Coppa di Jugoslavia: 1

1959